# ビル・プリンプトン
ビル・プリンプトン（Bill Plympton, 1946年4月30日 - 現在）は、アメリカ合衆国・オレゴン州ポートランドに生まれたアニメーター、プロデューサー、映画監督、脚本家である。

## 来歴
1946年、オレゴン州ポートランドに5人兄弟の一人として生まれる。ポートランド州立大学でグラフィック・デザインを学び、1968年にニューヨークにあるアートスクールへ編入した。同校ではアニメーションおよび漫画技法を学び、1969年に卒業している。
その後はイラストレーターとして、大手雑誌や新聞（ニューヨーク・タイムズやThe Village Voice等）で活動を開始。政治を風刺した内容のイラストなどで徐々に自身の確固とした世界観を確立していく。その後、イラスト以外にも短編アニメーションの制作も行い、1987年に製作した短編『Your Face』は、アカデミー短編アニメ賞にもノミネートされた。また2004年に製作した『Guard Dog』も同賞にノミネートされたほか、2001年に製作した短編アニメ『Eat』がカンヌ国際映画祭のCanal+アワードを受賞するなど、制作した短編アニメ作品では他にも数々の映画祭などの賞を受賞している。アメリカ本国では、プリンプトンの短編作品を収録した作品集『Plymptoons』などが発売されている。日本では全ての作品を見ることは出来ないが、1997年に製作された長編アニメーション『スーパー変態ハネムーン』はソフト化された他、『広島国際アニメーション傑作選』でも数本の短編が収録されている。また2008年にはオムニバスアニメ映画『東京オンリーピック』の『ラブレース』という短編作品で日本のアニメ映画にも参加している。また日本国内の映画祭でも短編作品が上映された。
独特の世界観で過激で際どい描写もあるのと、インデペンデントな印象もあるためか大衆向けの媒体で作品が登場することはなかったが、近年ではFOXテレビの長寿アニメ番組『ザ・シンプソンズ』のオープニングシークエンスを担当するなど、一般的な作品にも参加した。アニメ以外でもドキュメンタリー映画や実写映画などの監督も務めている。2005年に製作された実写のドキュメンタリー映画『FUCK』ではアニメーションパートを担当した。

## 私生活
『グーニーズ』などで知られる女優のマーサ・プリンプトンは遠縁にあたる。2011年に同じくイラストレーター兼アニメーターのSandrine Flamentと結婚した。

## 作品

### 短編アニメ
- Lucas, the Ear of Corn (1977)
- Boomtown (1985)
- Love in the Fast Lane (1987)
- 君の顔 Your Face (1987) ※アカデミー短編アニメ賞ノミネート
- Self Portrait (1988)
- How to Kiss (1988)
- One of Those Days (1988)
- Animated Self-Portraits (1989)
- 25 Ways to Quit Smoking (1989)
- Tango Schmango (1990)
- Dig My Do (1990)
- The Wiseman (1991)
- Plymptoons (1991)
- Push Comes to Shove (1991)
- Draw (1993)
- Faded Roads (1994)
- 鼻毛 Nose Hair (1994)
- Smell the Flowers (1994)
- 女の攻略法 How to Make Love to a Woman (1996)
- Sex and Violence (1997)
- More Sex and Violence (1999)
- Can't Drag Race with Jesus (2000)
- The Exciting Life of a Tree (2000)
- Surprise Cinema (2000)
- Eat (2001)
- パーキング Parking (2003)
- Guard Dog (2004) ※アカデミー短編アニメ賞ノミネート
- 花と扇風機 The Fan and the Flower (2005)
- Shuteye Hotel (2007)
- Hot Dog (2008)
- Santa, the Fascist Years (2008)
- The Cow Who Wanted to Be a Hamburger (2010)
- Guard Dog Global Jam (2011)
- Summer Bummer (2012)
- Waiting for Her Sailor (2012)
- Drunker Than a Skunk (2013)

### 長編アニメーション
- The Tune (1992)
- ミュータント・エイリアン Mutant Aliens (2001)
- スーパー変態ハネムーン　花婿はヘンな人 I Married a Strange Person! (1997)
- ヘア・ハイ Hair High (2004) ※広島国際アニメーションフェスティバルにて上映
- 東京オンリーピック／『ラブレース』 Tokyo Onlypic 2008 (2008)

### 実写映画
- J. Lyle (1993)
- Guns on the Clackamas (1995)
- Walt Curtis, the Peckerneck Poet (1997)

### ドキュメンタリー映画
- Adventures in Plymptoons! by Alexia Anastasio (2011)

### その他
- FUCK (2005) ※アニメーション
- ザ・シンプソンズ The Simpsons (2011 - 2014)